# Andreas Wilhelm Heinrich Brandt
Andreas Wilhelm Heinrich Brandt (* 31. März 1879 in Seckenheim; † 4. August 1929 in Frankfurt am Main) war ein deutscher Pharmakologe.
Andreas Brandt absolvierte seine Lehrzeit in Barmen, nachdem er das Realgymnasium besucht hatte. Anschließend war er Apothekergehilfe in Elberfeld und Stettin.
An der Universität Berlin studierte er und legte dort auch sein pharmazeutisches Staatsexamen ab. Nach seinem Examen war Andreas Brandt Assistent bei Hermann Thoms und übernahm die Verwaltung einer Apotheke in Elberfeld, setzte später sein Studium in Berlin fort und promovierte 1915 dort. Er wurde Assistent am Botanischen Institut der Universität Frankfurt a. M und habilitierte sich dort 1917.
1919 wurde er zum außerordentlichen Professor ernannt und man übertrug ihm das neu errichtete Extraordinariat der Pharmakognosie. Ein Jahr später wurde er zum ordentlichen Professor der naturwissenschaftlichen Fakultät ernannt. Außerdem war er Sachverständiger beim Reichsgesundheitsrat.
Andreas Brandt, der der erste ordentliche Professor für Pharmakognosie in Deutschland war, machte sich als vergleichender Anatom und Herausgeber eines Lehrbuchs der Pharmakognosie zusammen mit Ernst Friedrich Gilg einen Namen.
Viele seiner Arbeiten erschienen im Archiv der Pharmazie und der Pharmazeutischen Zeitung. Einige Beiträge in Thoms Handbuch der praktischen und wissenschaftlichen Pharmazie (1928) stammen von ihm. Außerdem war er an der Erstellung des Drogenteils im Deutsches Arzneibuch 6 (1926) maßgeblich beteiligt.

## Veröffentlichungen
- Lehrbuch der Pharmakognosie, 3. Auflage, Berlin 1922 [4. Auflage Berlin 1927 von Gilg-Brandt-Schürhoff]